# To Memphis, With Love
To Memphis, With Love es el tercer DVD en vivo (Después de Cyndi Lauper in Paris y Live At Last), y el primer CD/DVD, de Cyndi Lauper. Fue lanzado el 24 de octubre de 2011.

## Listado de Temas[1]
1. "Shattered Dreams" - 3:53
2. "Just Your Fool" - 3:40
3. "Early in the Mornin'" - 3:52
4. "Romance in the Dark" - 5:45
5. "How Blue Can You Get" - 5:26
6. "Down Don't Bother Me" - 3:04
7. "Down So Long" - 3:56
8. "Crossroads" - 4:45
9. "I Will Follow" - 3:00
10. "Don't Cry No More" - 2:45
11. "She Bop" - 4:06
12. "Who Let In The Rain" (Solamente en el DVD) - 4:06
13. "Mother Earth" - 5:20
14. "Change of Heart" - 4:15
15. "Girls Just Want to Have Fun" - 3:52

## Información extra
El DVD fue grabado en Memphis, Estados Unidos en su gira The Memphis Blues World Tour. El concierto cuenta con canciones de su álbum Memphis Blues y algunos clásicos, una curiosidad es que no aparecen dos de sus mayores éxitos; True Colors y Time after Time.